# رشدية صغيرة
رشدية صغيرة (الاسم العلمي:Averrhoa minima) هي نوع غير مؤكد من النباتات تتبع جنس الرشدية من الفصيلة الحماضية.